# Ván Cờ Lớn

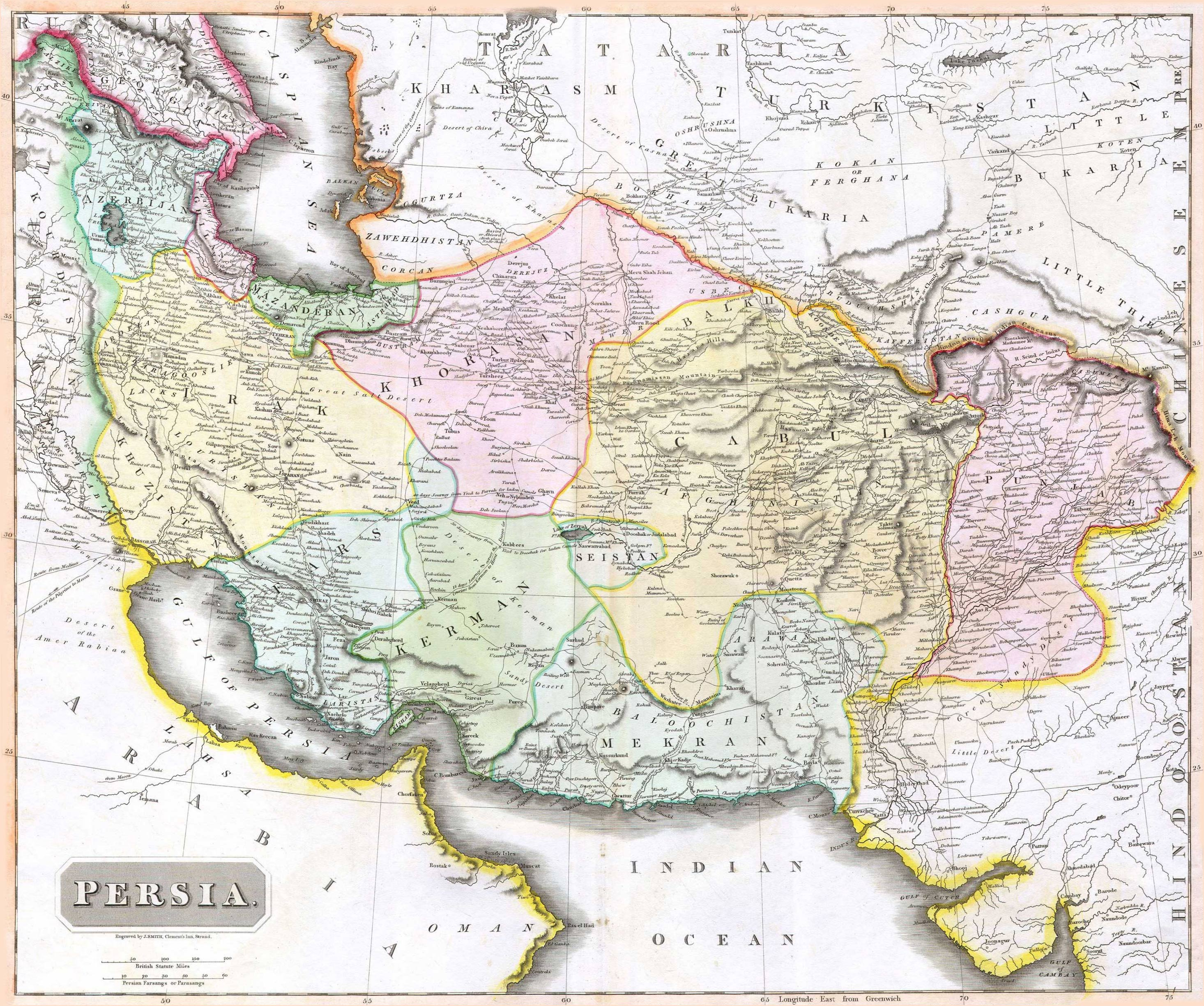
Ba Tư vào buổi đầu Ván Cờ Lớn năm 1814

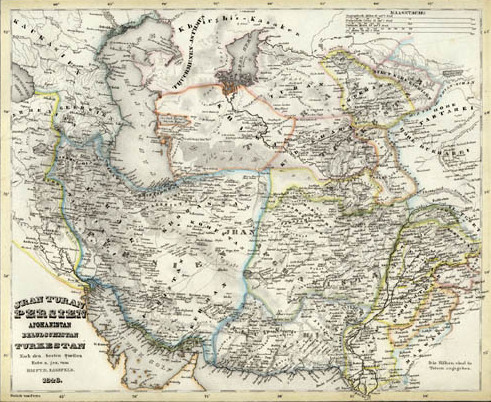
Trung Á, khoảng 1848

Ván cờ Lớn, hay Bàn cờ Lớn, là cuộc tranh chấp chiến lược và xung đột giữa Đế quốc Anh và Đế quốc Nga cho uy quyền tối cao ở Trung Á. Giai đoạn Ván cờ Lớn cổ điển thường được xem là kéo dài từ Hiệp Ước Ba Tư-Nga năm 1813 đến Công Ước Anh-Nga năm 1907. Một giai đoạn ít cường độ theo sau cuộc Cách mạng Bolshevik năm 1917. Trong giai đoạn sau Đệ Nhị Thế Chiến hậu thuộc địa, thuật ngữ này tiếp tục được sử dụng để mô tả những mưu địa chính trị của các cường quốc và các cường quốc khu vực vì họ tranh giành quyền lực và ảnh hưởng địa chính trị trong khu vực.

## Tên gọi
Người Anh gọi là "The Great Game" tạm dịch sát nghĩa là Trò chơi Lớn. Thuật ngữ chính trị này do Huân tước Rudyard Kipling, nhà văn và nhà tình báo Anh, đưa ra lần đầu tiên trong thế kỷ XIX, khi bàn về sự đối đầu chiến lược giữa Đế quốc Anh và Nga hoàng ở Trung Đông.
Người Nga gọi là "Война́ тене́й" (chuyển tự Latinh: Vojna tenej) tạm dịch là Trận thư hùng Bóng Đêm.